# جيمي نيلسون (لاعب كرة قاعدة)
جيمي نيلسون (بالإنجليزية: Jimmy Nelson)‏ هو لاعب كرة قاعدة أمريكي، ولد في 5 يونيو 1989 في كلاماث فالز في الولايات المتحدة.

## وصلات خارجية
- جيمي نيلسون على موقع دوري كرة القاعدة الرئيسي (الإنجليزية)
- جيمي نيلسون على موقعبيزبول رفرنس.كوم (الدوري الرئيسي) (الإنجليزية)
- جيمي نيلسون على موقعبيزبول رفرنس.كوم (الدوري الثانوي) (الإنجليزية)
- جيمي نيلسون على موقع إي إس بي إن.كوم (أم.أل.بي) (الإنجليزية)
- جيمي نيلسون على موقع مشجعي الرسوم البيانية (الإنجليزية)